# United States v. Carroll Towing Co.

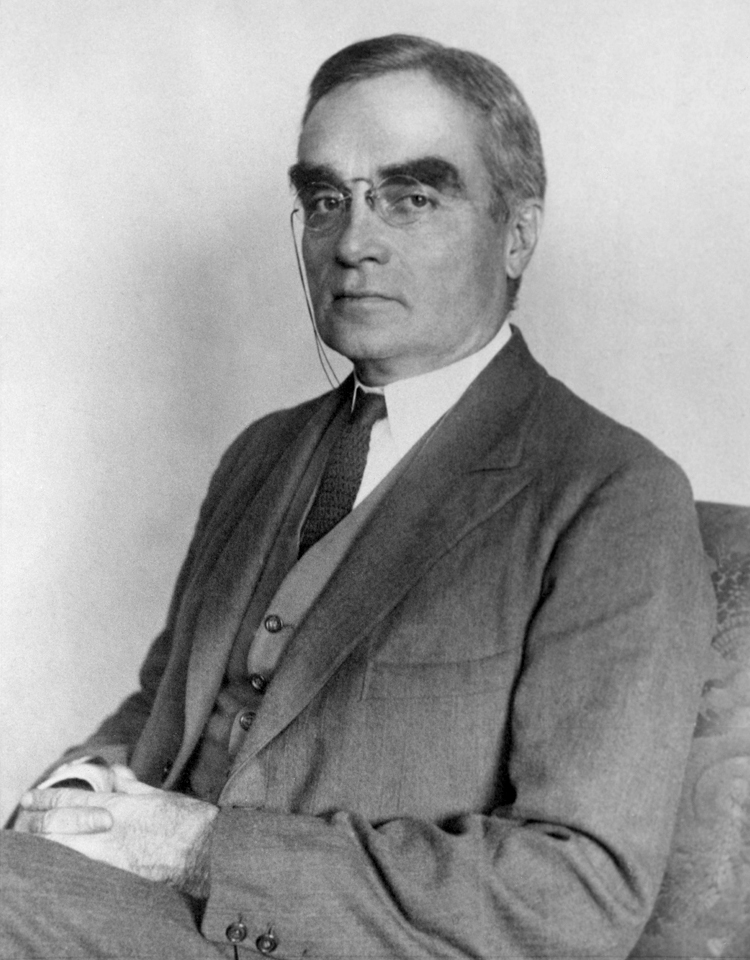
Learned Hand

United States v. Carroll Towing Co., 159 F.2d 169 (2d. Cir. 1947), ist eine Entscheidung des 2nd Circuit Court of Appeals durch den Richter Learned Hand. Learned Hand legte in ihm den ökonomischen Fahrlässigkeitsbegriff anhand des torts (‚zivilrechtliches Delikt‘) negligence (‚Fahrlässigkeit‘) nieder. 

## Sachverhalt
Am 4. Januar 1944 sank der Lastkahn Anna C im Hafen von New York. Die Vereinigten Staaten hatten diesen Lastkahn gemietet. Der Lastkahn hatte Mehl geladen. Die Vereinigten Staaten klagten auf Schadensersatz für das Mehl. 
Eigentümer des Frachtkahns war die Conners Marine Company. Von dieser hatte die Pennsylvania Railroad Company den Frachtkahn gechartert. Die Anna C lag am Pier 52 des North River. Die Schiffe am Pier 52 waren miteinander durch Taue verbunden, eines von ihnen zusätzlich am Public Pier. Der Schlepper Carroll sollte eines der Schiffe vom Public Pier wegbringen. Dabei wurde eines der Taue zwischen den Schiffen am Pier 52 und dem Public Pier durchtrennt. Hierdurch trieben diese Schiffe lose umher. Die Anna C sank. 
Die Anna C hätte wohl gerettet werden können:  Sowohl der Schlepper Grace (im Eigentum der Grace Line) als auch der Schlepper Carroll hatten die hierzu notwendigen Vorrichtungen. Aufgrund der Abwesenheit des Schiffsführers bemerkte jedoch niemand rechtzeitig ihren drohenden Untergang.

## Urteil
Das Urteil war ein appeal auf eine Entscheideung des District Court of the United States for the Eastern District of New York. Richter Learned Hand stellte zunächst fest, dass es keine allgemeine Regel des common law gebe, um festzustellen, wann ein abwesender Schiffsführer den Eigentümer des Schiffes für Schäden an anderen Schiffen haftbar mache. Er schlug jedoch eine allgemeine Formel als Haftungsmaßstab vor: 

“Since there are occasions when every vessel will break from her moorings, and since, if she does, she becomes a menace to those about her; the owner's duty, as in other similar situations, to provide against resulting injuries is a function of three variables: (1) The probability that she will break away; (2) the gravity of the resulting injury, if she does; (3) the burden of adequate precautions. Possibly it serves to bring this notion into relief to state it in algebraic terms: if the probability be called P; the injury, L; and the burden, B; liability depends upon whether B is less than L multiplied by P: i.e., whether B < PL.”

Einfach ausgedrückt, sagt der Test:
Es liegt keine Fahrlässigkeit vor, wenn die Kosten zur Verhinderung  des Schadenseintritts größer sind als die Wahrscheinlichkeit des Schadenseintritts multipliziert mit der Schadenshöhe. 
Das Gericht verwies den Fall zur erneuten Entscheidung unter dieser Maßgabe zurück an das Instanzgericht.